# Saif Saaeed Shaheen
Saif Saaeed Shaheen (àrab: سيف سعيد شاهين, Sayf Saʿīd Xāhīn), nascut Stephen Cherono (Keiyo, Kenya, 15 de desembre de 1982) és un atleta qatarià d'origen kenyà que corre a la categoria del 3.000 metres obstacles. Shaheen és doble campió mundial i l'actual detentor del rècord d'aquesta disciplina esportiva amb 7 mn 53 s 63, fita que va aconseguir el 3 de setembre de 2004 durant el campionat Memorial Van Damme de Brussel·les.